# Mickey (sång)
"Mickey", skriven av Mike Chapman och Nicky Chinn, är en poplåt som blev en hit 1982 med Toni Basil. Låten spelades först in, under titeln Kitty, av popgruppen Racey 1979. Toni Basils version var singeletta i USA och singeltvåa i Storbritannien 1982. Den svenska sångerskan Carola Häggkvist hade en hit i Skandinavien med en svenskspråkig version som gavs ut 1983, med text skriven av Ingela "Pling" Forsman, inspelad på albumet Främling.
Sången är känd inom cheerleading, vilket också är temat i Basils musikvideo, och förekommer vidare bland annat  i filmen Bring It On.